# Steffen Eder
Steffen Eder (* 1. Mai 1997 in Landsberg am Lech) ist ein deutscher Fußballspieler.

## Karriere
Nach seinen Anfängen in der Jugend des TSV Ettringen, des SV Salamander Türkheim, des SSV Wertach, der TSG Thannhausen, des FC Augsburg und nochmal der TSG Thannhausen wechselte er im Sommer 2012 in die Jugendabteilung des 1. FC Nürnberg. Für seinen Verein bestritt er 15 Spiele in der B-Junioren-Bundesliga und 37 Spiele in der A-Junioren-Bundesliga, bei denen ihm insgesamt drei Tore gelangen. Im Sommer 2016 wurde er in den Kader der zweiten Mannschaft in der Regionalliga Bayern aufgenommen und verbrachte dort insgesamt zwei Spielzeiten. Er schaffte es im Frühjahr 2017 auch zu zwei Berücksichtigungen im Spieltagskader der ersten Mannschaft in der 2. Bundesliga, ohne jedoch zum Einsatz zu kommen. Im Sommer 2018 wechselte er innerhalb der Liga zur SpVgg Bayreuth und verlängerte dort seinen Vertrag mehrfach, zuletzt im Mai 2021.
Am Ende der Spielzeit 2021/22 gelang ihm mit seiner Mannschaft der Aufstieg in die 3. Liga. Dadurch verlängerte sich sein Vertrag um ein weiteres Jahr. Seinen ersten Profieinsatz hatte er am 3. September 2022, dem 7. Spieltag, als er bei der 1:2-Auswärtsniederlage gegen den SV Waldhof Mannheim in der 69. Spielminute für Felix Weber eingewechselt wurde.
Ende Mai 2023 gab der Regionalligist BFC Dynamo die Verpflichtung des Verteidigers zur Saison 2023/24 bekannt. Nach insgesamt 44 Ligaspielen und dem Gewinn des Berliner Landespokals wechselte Eder 2025 liga-intern zum Greifswalder FC.

## Erfolge
SpVgg Bayreuth
- Meister der Regionalliga Bayern und Aufstieg in die 3. Liga: 2021/22

BFC Dynamo
- Landespokalsieger Berlin: 2024/25